# Orferode
Orferode ist ein Stadtteil der Stadt Bad Sooden-Allendorf im nordhessischen Werra-Meißner-Kreis.

## Geographie

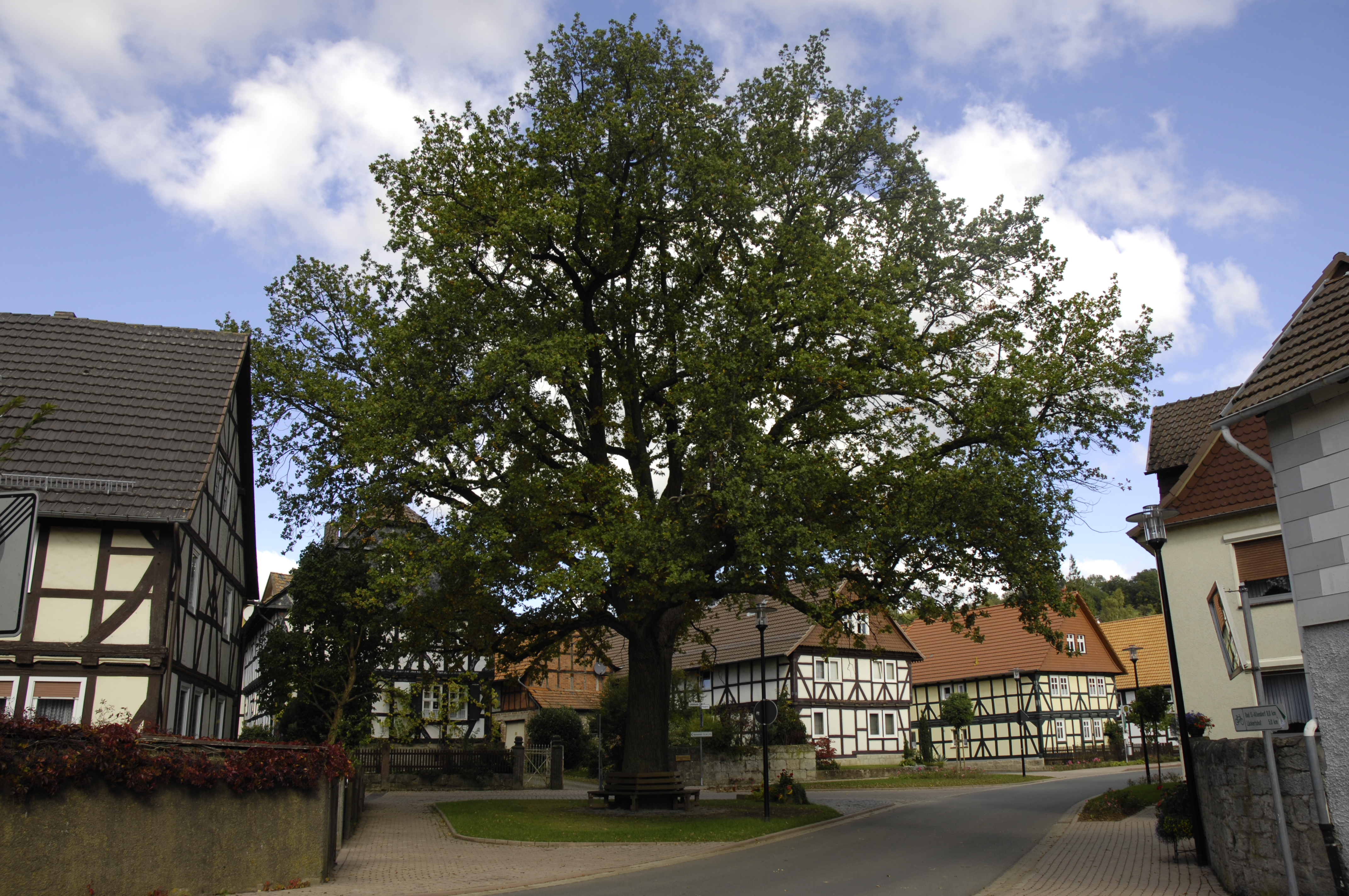
Die Eiche im Ortszentrum von Orferode

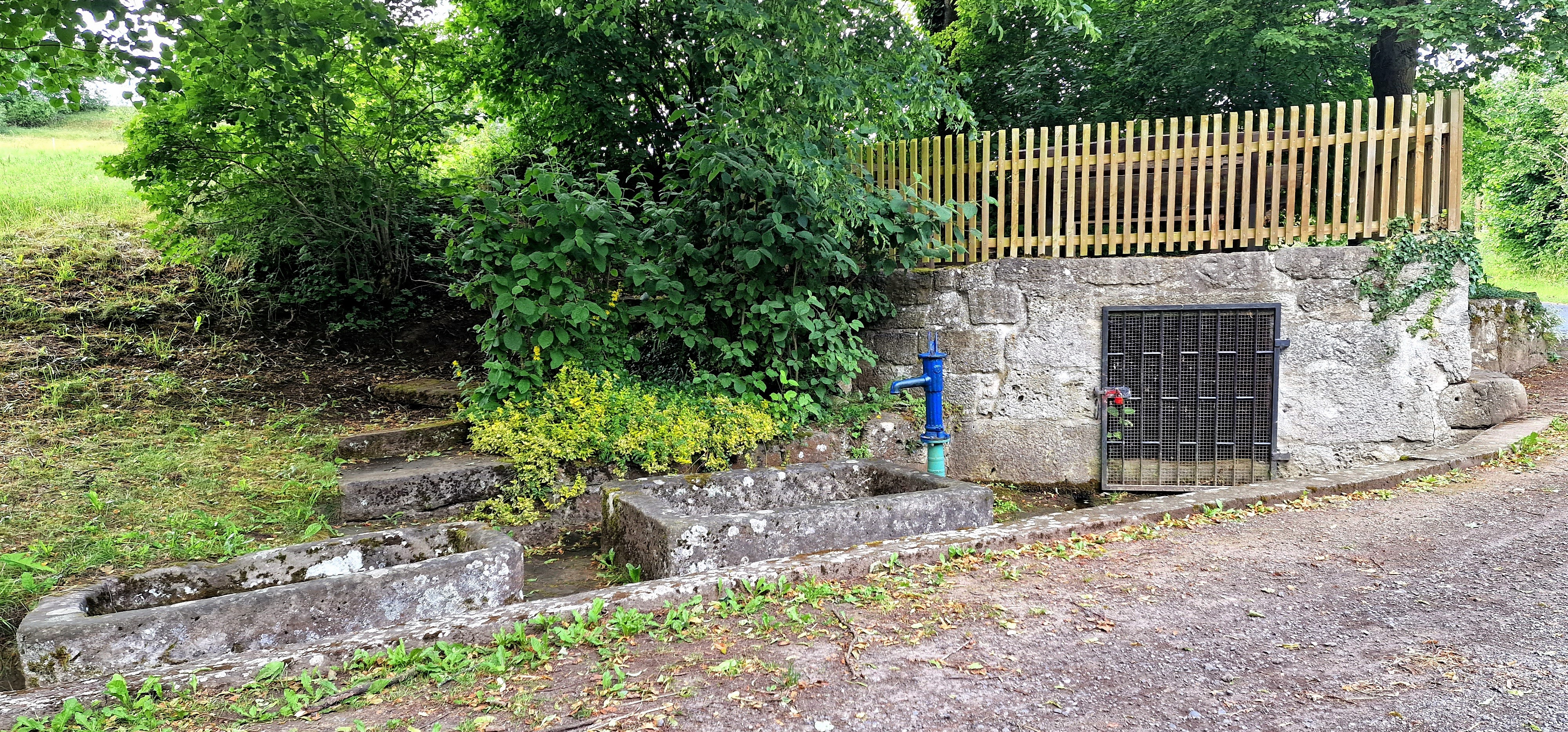
Joggelibrunnen zu Orferode

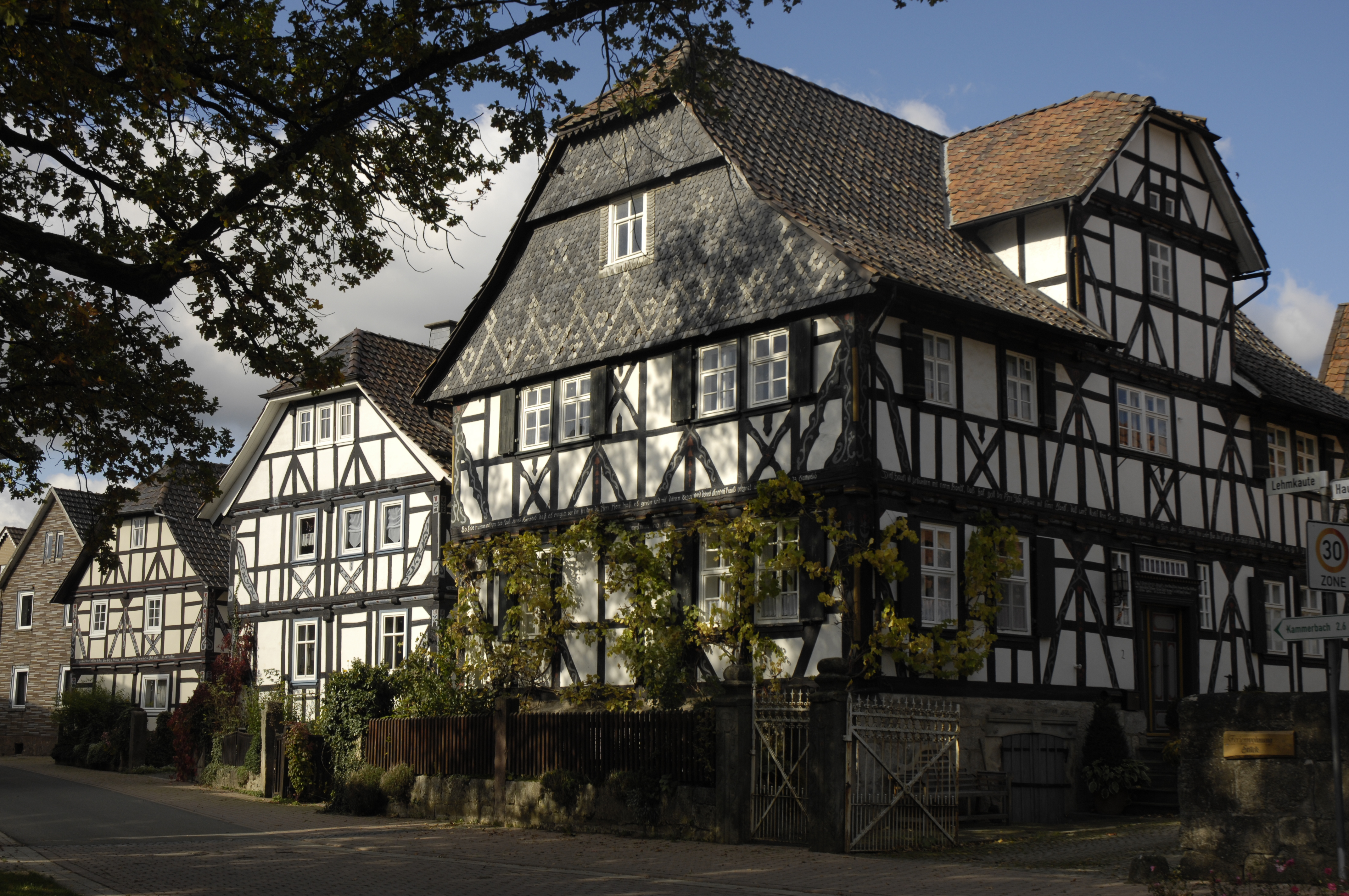
Fachwerkhäuser in Orferode

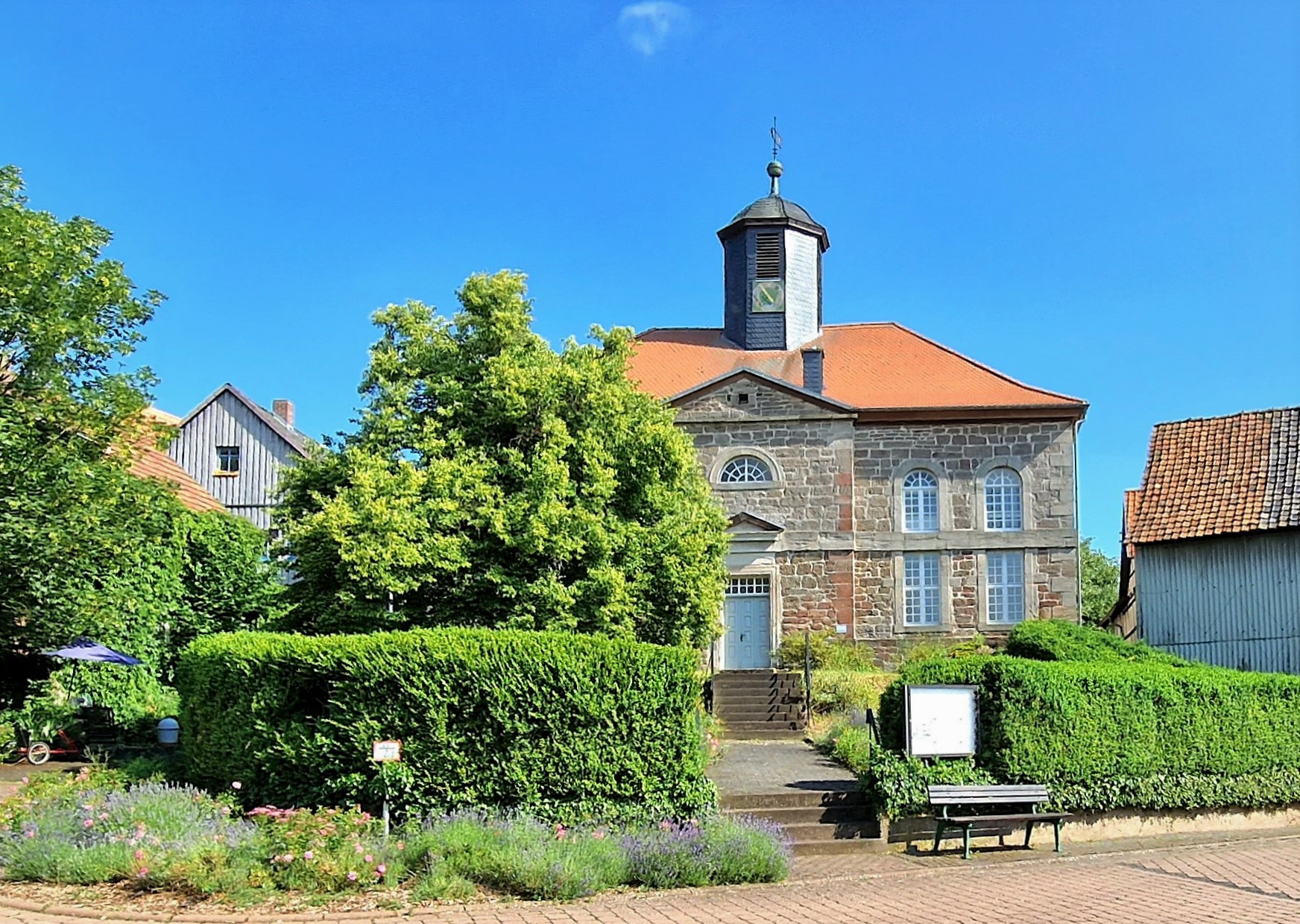
Pfarrkirche Martinstraße Orferode

Orferode liegt am Fuß des Hohen Meißners an der hessischen Grenze zu Thüringen und Niedersachsen. Der Dohlsbach entspringt in Orferode aus der Karstquelle „Joggelibrunnen“ und nimmt von dort aus seinen kurzen Lauf zur Werra.

## Geschichte
Orferode wurde soweit bekannt erstmals 1195 mit dem Namen Arnolffrodt als ein Hof (curtis) im Besitz des Klosters Germerode erwähnt. Über Arnolferode (1336) und Orfferoda (1681) kam es schließlich zu der heutigen Bezeichnung Orferode. Eine ältere Kirche wurde wohl im 12. oder 13. Jahrhundert erbaut; für das Jahr 1267 ist ein "plebanus" urkundlich belegt. Die bestehende evangelische Kirche wurde 1823–25 nach Entwurf des Landbaumeister Johann Friedrich Matthei erbaut und 1967/68 im Inneren durchgreifend umgestaltet. Im Eingang steht eine 1686 vom Marburger Glockengießer Johannes Schirnbein geschaffene Glocke.
Zum 31. Dezember 1971 wurde die bis dahin selbständige Gemeinde Orferode auf freiwilliger Basis in die Stadt Bad Sooden-Allendorf eingegliedert. Für Orferode wurde ein Ortsbezirk mit Ortsbeirat und Ortsvorsteher nach der Hessischen Gemeindeordnung gebildet.
Im Landesentscheid Unser Dorf soll schöner werden errang Orferode in der Gruppe B im September 2000 den dritten Platz. Lokale Sehenswürdigkeiten sind der Joggelibrunnen, welcher nach der Erzählung des Gefängnispfarrers Wilhelm Speck Der Joggeli benannt wurde, und der Meißnerblick.

## Bevölkerung
Einwohnerstruktur 2011
Nach den Erhebungen des Zensus 2011 lebten am Stichtag, dem 9. Mai 2011, in Orferode 262 Einwohner. Darunter waren 3 (1,1 %) Ausländer.
Nach dem Lebensalter waren 42 Einwohner unter 18 Jahren, 99 zwischen 18 und 49, 69 zwischen 50 und 64 und 72 Einwohner waren älter.
Die Einwohner lebten in 126 Haushalten. Davon waren 33 Singlehaushalte, 39 Paare ohne Kinder und 42 Paare mit Kindern, sowie 12 Alleinerziehende und 3 Wohngemeinschaften. In 33 Haushalten lebten ausschließlich Senioren und in 72 Haushaltungen lebten keine Senioren.
Einwohnerentwicklung
| Quelle: Historisches Ortslexikon |                                                                   |
| • 1575/85:                       | 45 Hausgesesse                                                    |
| • 1681:                          | 63 Hausgesesse                                                    |
| • 1747:                          | 75 Hausgesesse mit 94 Feuerstellen                                |
| • 1764:                          | 92 Häuser                                                         |
| • 1961:                          | 369 evangelische (= 91,34 %), 30 katholische (= 7,43 %) Einwohner |

| Orferode: Einwohnerzahlen von 1781 bis 2016 | Orferode: Einwohnerzahlen von 1781 bis 2016 | Orferode: Einwohnerzahlen von 1781 bis 2016 | Orferode: Einwohnerzahlen von 1781 bis 2016 | Orferode: Einwohnerzahlen von 1781 bis 2016 |
| --- | ------------------------------------------- | ------------------------------------------- | ------------------------------------------- | ------------------------------------------- |
| Jahr |                                             |                                             |                                             | Einwohner                                   |
| 1781 | 1781                                        |                                             | 429                                         | 429                                         |
| 1834 | 1834                                        |                                             | 567                                         | 567                                         |
| 1840 | 1840                                        |                                             | 576                                         | 576                                         |
| 1846 | 1846                                        |                                             | 559                                         | 559                                         |
| 1852 | 1852                                        |                                             | 536                                         | 536                                         |
| 1858 | 1858                                        |                                             | 505                                         | 505                                         |
| 1864 | 1864                                        |                                             | 517                                         | 517                                         |
| 1871 | 1871                                        |                                             | 400                                         | 400                                         |
| 1875 | 1875                                        |                                             | 387                                         | 387                                         |
| 1885 | 1885                                        |                                             | 373                                         | 373                                         |
| 1895 | 1895                                        |                                             | 427                                         | 427                                         |
| 1905 | 1905                                        |                                             | 439                                         | 439                                         |
| 1910 | 1910                                        |                                             | 420                                         | 420                                         |
| 1925 | 1925                                        |                                             | 410                                         | 410                                         |
| 1939 | 1939                                        |                                             | 372                                         | 372                                         |
| 1946 | 1946                                        |                                             | 561                                         | 561                                         |
| 1950 | 1950                                        |                                             | 537                                         | 537                                         |
| 1956 | 1956                                        |                                             | 459                                         | 459                                         |
| 1961 | 1961                                        |                                             | 404                                         | 404                                         |
| 1967 | 1967                                        |                                             | 395                                         | 395                                         |
| 1970 | 1970                                        |                                             | 390                                         | 390                                         |
| 1980 | 1980                                        |                                             | ?                                           | ?                                           |
| 1990 | 1990                                        |                                             | ?                                           | ?                                           |
| 2000 | 2000                                        |                                             | ?                                           | ?                                           |
| 2011 | 2011                                        |                                             | 262                                         | 262                                         |
| 2016 | 2016                                        |                                             | 294                                         | 294                                         |
| Datenquelle: Historisches Gemeindeverzeichnis für Hessen: Die Bevölkerung der Gemeinden 1834 bis 1967. Wiesbaden: Hessisches Statistisches Landesamt, 1968. Weitere Quellen: LAGIS; Stadt Bad Sooden-Allendorf; Zensus 2011 |                                             |                                             |                                             |                                             |

## Politik
Für Orferode besteht ein Ortsbezirk (Gebiete der ehemaligen Gemeinde Orferode) mit Ortsbeirat und Ortsvorsteher nach der Hessischen Gemeindeordnung.
Der Ortsbeirat besteht aus fünf Mitgliedern. Bei den Kommunalwahlen in Hessen 2021 betrug die Wahlbeteiligung zum Ortsbeirat 70,40 %. Alle Kandidaten gehörten der „Einheitslist Orferode“ an. Der Ortsbeirat wählte Birgit Ernst zur Ortsvorsteherin.

## Persönlichkeiten
- Carl Adolph Eckhardt (1782–1839), Jurist, Advokat, Prokurator und Abgeordneter im ersten kurhessischen Landtag
- Friedrich Wilhelm Karl Jacob (1850–1906), Baumeister und Schüler von Conrad Wilhelm Hase und Georg Gottlob Ungewitter